# VfL Wolfsburg
Verein für Leibesübungen Wolfsburg e. V., comumente conhecido como VfL Wolfsburg ou simplesmente Wolfsburg é uma agremiação esportiva alemã, fundada a 12 de setembro de 1945, e subsidiária da Volkswagen AG, sediada em Wolfsburg, na Baixa Saxônia. O clube abrange 29 departamentos de esportes, sendo o futebol o mais conhecido.
O Wolfsburg venceu a Bundesliga uma vez em sua história, na temporada 2008–09. Foi campeão da Copa da Alemanha, em 2014-15 e vice-campeão em 1995. Também em 2015, o Wolfsburg ganhou a Supercopa da Alemanha em cima do Bayern München. A equipe de futebol surgiu de um clube multi-esportivo de trabalhadores da Volkswagen.

## História

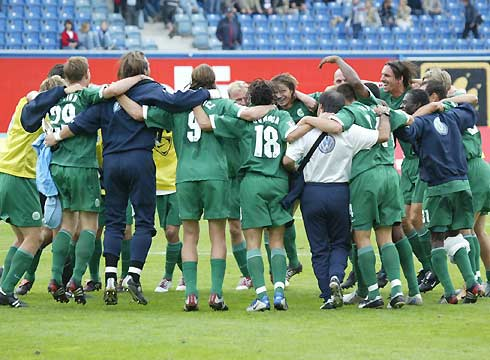
Atletas da equipe

o velho escudo usado até 2002

Em 1938, a cidade de Wolfsburg foi fundada por operários da indústria automobilística. Em 1945, logo após o fim da Segunda Guerra Mundial, surgiu o VSK Wolfsburg, time de futebol do município.
Desde o seu começo, a agremiação já usava as cores verde e branca que são a marca da equipe atualmente, porque o treinador Bernd Elberskirch tinha dez camisas nessas cores à sua disposição. Lençóis brancos doados pelo público foram costurados pelas mulheres para a fabricação de calções.
Contudo, a 15 de dezembro de 1945 adveio uma crise que quase causou a extinção do Wolfsburg. Na ocasião, vários atletas saíram da equipe para se juntarem a outro time da cidade, o 1. FC Wolfsburg. Apesar disso, com esforços do único jogador que permaneceu no clube, Josef Meyer, a equipe conseguiu se recuperar e adquiriu o nome que tem até hoje, VfL Wolfsburg. VfL para Verein für Leibesübungen. A expressão pode ser traduzida como "clube de ginástica" ou "clube para exercícios".
Logo depois, o time passou a ser patrocinado pela empresa automobilística Volkswagen, que possui ainda hoje 95% dos direitos do clube.
Durante a maior parte de sua história, o Wolfsburg jogou nas divisões inferiores do Campeonato Alemão, oscilando principalmente entre a segunda e a terceira divisão. O seu melhor desempenho fora um segundo lugar no segundo nível em 1970. O time chegaria aos play-offs decisivos para a promoção, mas foi incapaz de conquistar o acesso. Em meados dos anos 1970 até o início de 1990, o clube atuaria da terceira divisão, a Amateur Oberliga Nord. Os consecutivos primeiros lugares em 1991 e 1992, seguido pelo sucesso nos play-offs de promoção, fizeram o time avançar para a 2° Bundesliga para a temporada 1992-1993.
O VfL continuou a desfrutar de algum sucesso na década de 1990. A equipe avançou para a final da Copa da Alemanha, em 1995, na qual perderam por 3 a 0 para o Borussia Mönchengladbach, mas depois chegou à primeira divisão ao terminar em segundo lugar na 2° Bundesliga, na temporada 1996-1997.
Em sua primeira temporada na primeira divisão, o Wolfsburg teve muitos problemas e lutou durante todo o campeonato contra o rebaixamento. Entretanto, logo na seguinte, terminou em sexto na Bundesliga e se classificou pela primeira vez para uma competição européia, a Copa da UEFA. O clube tinha esperanças de conseguir o quarto lugar, que lhe daria uma vaga na UEFA Champions League, mas ao perder por 6 a 1 para o Duisburg, o time ficou com 55 pontos. A equipe também se classificou para a Copa Intertoto em 2000, 2001, 2003, 2004 e 2005, desfrutando de melhor sucesso, em 2003, quando chegou à final e declinou diante do italiano AC Perugia.
Depois de conseguir algum sucesso na divisão principal, mas nunca lutando pelo título, a equipe caiu de rendimento nas edições do Campeonato Alemão nas temporadas 2005-2006 e 2006-2007, nas quais brigou contra o descenso, conseguindo contudo a salvação ao ficar em décimo-quinto lugar nas duas temporadas.
Já na temporada 2007-2008, o VfL alcançou o surpreendente 5º lugar, garantindo vaga na Copa da UEFA, feito que não acontecia há quase 10 anos. O clube contratara o ex-gerente de futebol do Bayern de Munique, Felix Magath. No certame internacional, ficou em 1º no grupo que tinha o Heerenveen, Milan, Portsmouth e Sporting Braga. Já na segunda fase, o Wolfsburg foi eliminado pelo Paris-Saint-Germain, da França.
Na temporada 2008-2009, conquistou o inédito título do Campeonato Alemão, com uma vitória sobre o Werden Bremen por 5 a 1. O Wolfsburg ainda teve o artilheiro e vice-artilheiro da competição, Grafite, o qual assinalou 28 gols, e Džeko, que marcou 26.
Na temporada 2009-2010, o Wolfsburg demitiu o treinador Armin Veh após a pausa de inverno, devido à má campanha, visto que o clube estava em décimo no classificação. Na Liga dos Campeões, ficou em terceiro no seu grupo, atrás de Manchester United e CSKA Moscou, perdendo a vaga na fase sucessiva da competição. Como resultado, se classificou para a UEFA Europa League. O time derrotou o Villareal, por 6 a 3, além dos campeões russos Rubin Kazan por 3 a 2. Nas quartas de final, no entanto, foi derrotado por 3 a 1 pelo finalista Fulham.
Em 11 de maio de 2010, a posição do treinador permanente foi preenchida por ex-gerente da seleção inglesa, Steve McClaren. Depois de ter dirigido o Twente e o conduzido ao seu primeiro título holandês, foi recompensado, tornando-se o primeiro treinador inglês a dirigir um clube da Bundesliga. Em 7 de fevereiro de 2011 foi anunciado que McClaren fora demitido e que Pierre Littbarski assumiria a sua função. No entanto, o Wolfsburg perdeu a quarta partida consecutiva, chegando a correr riscos de rebaixamento.
Em 18 de março de 2011, Felix Magath voltaria como treinador e diretor esportivo, quase dois anos depois da conquista do título da Bundesliga e há apenas dois dias depois de ser demitido de sua posição no Schalke 04. Ele assinou um contrato de dois anos com o clube.

## Estádio
O estádio do VfL Wolfsburg é o Volkswagen Arena com capacidade para 30.000 pessoas. Foi construído em 2002.

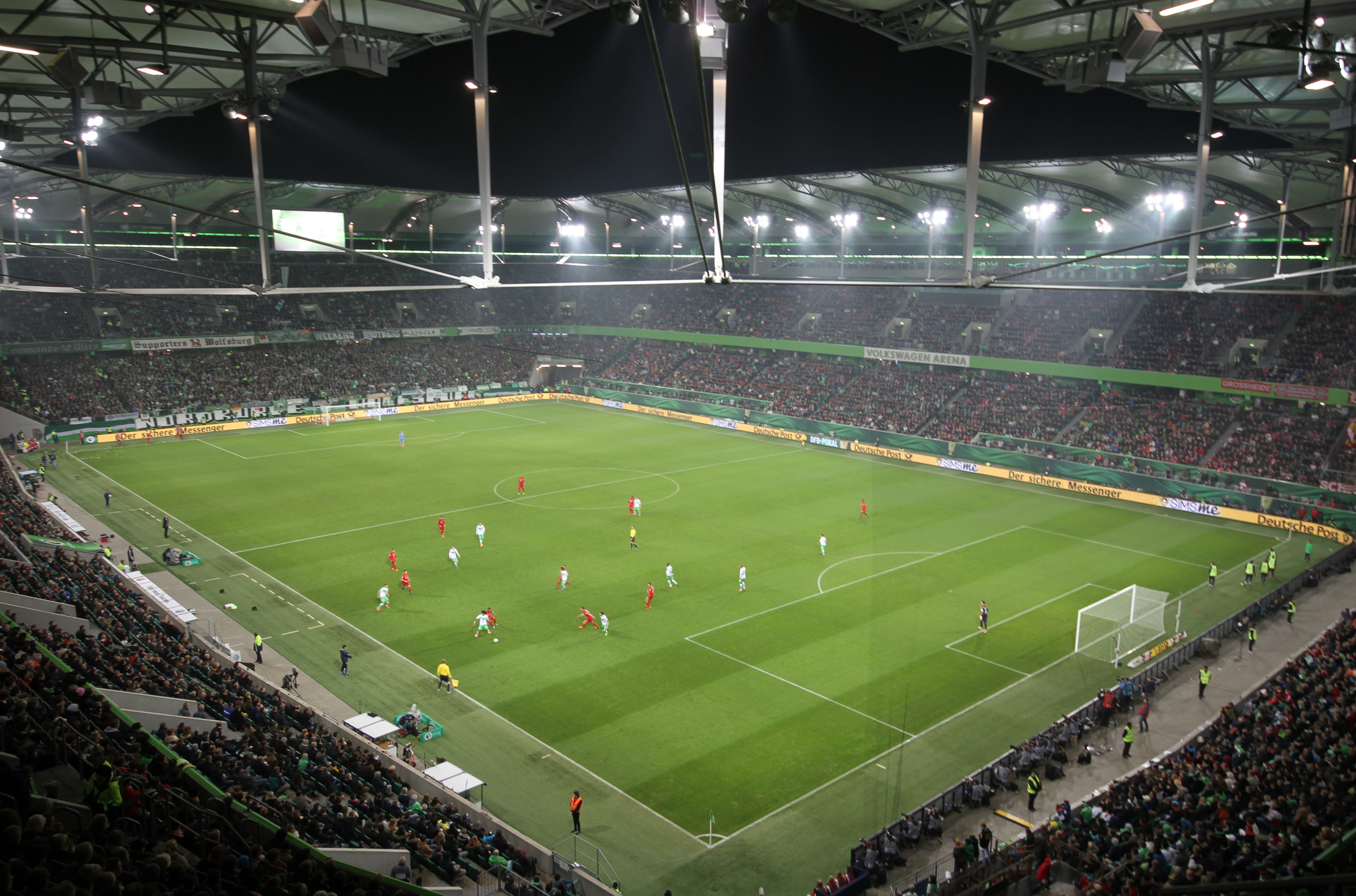
Interior do Estádio

## Títulos
| NACIONAIS | NACIONAIS             | NACIONAIS | NACIONAIS  |
|           | Competição            | Títulos   | Temporadas |
| --------- | --------------------- | --------- | ---------- |
|           | Campeonato Alemão     | 1         | 2008–09    |
|           | Copa da Alemanha      | 1         | 2014–15    |
|           | Supercopa da Alemanha | 1         | 2015       |

### Outras Conquistas
- Florida Cup: 2017

## Rivalidades
Os principais rivais do Wolfsburg são o Hannover 96  e o Eintracht Braunschweig 

## Elenco atual
Última atualização: 26 de julho de 2025.

## Transferências
| Entradas      |      |                |      |
| Jogador       | Pos. | Clube anterior | Ref. |
| Wout Weghorst | A    | AZ Alkmaar     |      |

| Saídas        |      |                  |      |
| Jogador       | Pos. | Clube de destino | Ref. |
| Koen Casteels | G    | Al-Qadsiah       |      |

Legenda
| - : Jogadores que retornam de empréstimo | - : Jogadores emprestados |

## Recordes
| #  | País       | Nome              | Período   | Jogos |
| -- | ---------- | ----------------- | --------- | ----- |
| 1  | Suíça      | Diego Benaglio    | 2008–2017 | 321   |
| 2  | Alemanha   | Marcel Schäfer    | 2007–2017 | 313   |
| 3  | Brasil     | Josué             | 2007–2013 | 194   |
| 4  | Alemanha   | Alexander Madlung | 2006–2013 | 193   |
| 5  | Eslováquia | Miroslav Karhan   | 2001–2007 | 189   |
| 6  | Alemanha   | Patrick Weiser    | 1999–2005 | 176   |
| 7  | Alemanha   | Claus Reitmaier   | 1998–2003 | 170   |
| 8  | Argentina  | Diego Klimowicz   | 2001–2007 | 169   |
| 9  | Brasil     | Naldo             | 2012–2016 | 162   |
| 10 | Alemanha   | Stefan Schnoor    | 2000–2006 | 159   |
| 10 | Alemanha   | Simon Jentzsch    | 2003–2009 | 159   |

| #  | País                 | Nome              | Período              | Gols |
| -- | -------------------- | ----------------- | -------------------- | ---- |
| 1  | Bósnia e Herzegovina | Edin Džeko        | 2007–2011            | 85   |
| 2  | Brasil               | Grafite           | 2007-2011            | 59   |
| 3  | Argentina            | Diego Klimowicz   | 2001–2007            | 57   |
| 4  | Países Baixos        | Bas Dost          | 2012–2016            | 48   |
| 5  | Polónia              | Andrzej Juskowiak | 1998–2002            | 39   |
| 6  | Bulgária             | Martin Petrov     | 2001–2006            | 35   |
| 7  | Alemanha             | Roy Präger        | 1995–1999, 2002-2005 | 35   |
| 8  | Croácia              | Ivica Olić        | 2012–2014            | 33   |
| 9  | Croácia              | Tomislav Marić    | 2000–2004            | 31   |
| 10 | Brasil               | Diego             | 2010–2013            | 24   |